# Oftalmoskop
Oftalmoskop ili fundoskop je medicinski instrument koji služi za pregled oka. Njegovo korištenje je važno u procjeni zdravlja mrežnice i staklastog tijela.
U slučaju pacijenata s glavoboljom, oftalmoskopski nalaz otečenog optičkog diska ili edema papile važan je znak povećanja intrakranijalnog tlaka, koji između ostalog može upućivati na hidrocefalus, benignu intrakranijalnu hipertenziju (pseudotumor mozga) ili tumor mozga. Ekskavaciju optičkog diska vidimo kod glaukoma.
U pacijenata s dijabetesom, redoviti oftalmoskopski pregled oka (jedanput u šest mjeseci do godine dana), važan je za praćenje dijabetičke retinopatije, jer gubitak vida tokom dijabetesa može biti spriječen laserskom operacijom mrežnice, ako je retinopatija primijećena ranije.
U arterijskoj hipertenziji, hipertenzivne promjene mrežnice vrlo su slične onima u mozgu i mogu prethoditi cerebrovaskularnom inzultu.
Brojne tvrtke proizvode direktne oftalmoskope, uključujući: Welch Allyn, Heine, Riester i Keller. Oftalmoskopi se često prodaju zajedno s otoskopima, kao dijagnostički set.

## Povijest
Iako ga je 1847. prvotno izmislio Charles Babbage, njegova korist prepoznata je tek nakon što ga je 1851. neovisno izmislio Hermann von Helmholtz.
Za vrijeme usavršavanja u Francuskoj Andreas Anagnostakis, oftalmolog iz Grčke, sjetio se napraviti instrument koji se drži u ruci dodavši mu konkavno zrcalo. Austin Barnett kreirao je model za Anagnostakisa, koji je on koristio u praksi i posljedično kada je predstavljen na prvoj Oftalmološkoj Konferenciji u Bruxellesu 1857. godine, instrument je postao vrlo popularan među oftalmolozima.
1915. godine Josh Zele i John Palumbo izmislili su prvi direktni oftalmoskop za prosvjetljavanje koji se drži u ruci, prethodnik naprave koja se danas koristi u klinikama diljem svijeta. Ovo poboljšanje i moderniziranje von Helmholtzovog izuma omogućilo je oftalmoskopiji da postane danas jedna od najraširenijih medicinskih pretraga u svijetu. Tvrtka koja je pokrenuta na temelju ovog izuma je Welch Allyn.

## Vrste
Postoje dvije glavne vrste oftalmoskopa: direktni i indirektni.

### Direktni oftalmoskop
Instrument je otprilike veličine male baterije (za osvjetljavanje) s nekoliko leća koje mogu povećavati do 15 puta. Ova vrsta oftalmoskopa se najčešće koristi tijekom rutinskog fizikalnog pregleda.

### Indirektni oftalmoskop
Indirektni oftalmoskop pričvršćen je liječniku na glavu, a u ruci drži malu leću. Omogućuje širi i bolji pogled na očnu pozadinu, čak i ako su leće zamagljene kataraktom. 
Neizravni oftalmoskop može biti monokularan ili binokularan.